# Herteliana australis
Herteliana australis är en lavart som beskrevs av Fryday. Herteliana australis ingår i släktet Herteliana och familjen Ramalinaceae.   Inga underarter finns listade i Catalogue of Life.